# Lê Tuân (An vương)
Lê Tuân (chữ Hán: 黎洵; 21 tháng 5, 1482 - 20 tháng 9, 1512), còn gọi là An Đại vương (安大王) hay Hậu Trạch đại vương (厚澤大王), là một vị hoàng tử nhà Hậu Lê, con trưởng của Lê Hiến Tông.
Tuy ông là con trưởng của Hiến Tông nhưng không được truyền ngôi chính thống, về sau được dân chúng thờ phụng, tôn làm phúc thần ở xã Biện Hạ.

## Tiểu sử
Lê Tuân sinh vào ngày 21 tháng 5, năm Hồng Đức thứ 13 (1482), mẹ là Chiêu nghi Mai Ngọc Đỉnh, người xã Biện Hạ, huyện Vĩnh Phúc. Lúc mang thai ông, Mai thị có mang tới 11 tháng, khi sinh ra trời nổi cơn gió lớn.
Đương thời ông được phong làm An vương (安王), tính tình thông minh đĩnh ngộ, học rộng, khí lực hơn hẳn người thường. Nhưng lại có tật nóng tính, hay thích mặc quần áo con gái, Hiến Tông không vừa lòng. Lúc nhỏ, ông vì trái ý nên định dùng thuốc độc hại mẹ, việc phát giác làm Hiến Tông nổi giận, bỏ hết thứ bậc mà lập con thứ 3 chính là Lê Túc Tông, thay ngôi lên làm Thái tử.
Năm Cảnh thống thứ 7 (1504), Hiến Tông qua đời, Cao phi muốn lập An vương lên kế vị nhưng các quần thần quyết lập Túc Tông. Từ đấy ông có ý oán hận, đổi hết tính xưa, thờ mẹ rất hiếu thảo. Bấy giờ Túc Tông chỉ ở ngôi sáu tháng rồi mất sớm, trong triều lục đục chọn người kế vị. Nguyễn Kính phi và Nguyễn Nhữ Vy mưu việc trong cung, lừa Huy Gia Thái hoàng thái hậu ra khỏi Đông Kinh, lập em trai thứ của ông là Lê Tuấn lên kế vị, tức Lê Uy Mục.
Dưới đời Uy Mục Đế, ngoại thích hoành hành, chính trị suy đồi. Bản thân vua Uy Mục lại có tính thích giết người, giết chết Thái hoàng thái hậu vì không chịu lập mình, lại giết cung nhân hầu hạ xung quanh, nghe lời xu nịnh tàn sát người tông thất. An vương Tuân tự biết mình là huynh trưởng của hoàng đế, hết sức cẩn thận giấu mình. Lúc đấy người trong họ có người bị giam, có người bị giết, riêng An vương may mắn không bị nghi kị. Về sau Giản Tu công Lê Oánh dấy binh lật đổ Uy Mục, khôi phục sự hưng thịnh của triều Lê.
Ngày 20 tháng 9, năm Hồng Thuận thứ 4 (1512), An vương Tuân qua đời, thọ 30 tuổi, được truy tặng làm An Đại vương (安大王), an táng ở quê mẹ là xã Biện Hạ, tôn làm Phúc thần. Về sau, nhiều lần dân làng gặp tai họa, phúc thần đã giúp quan quân nhà Lê trung hưng đánh bại nhà Mạc mà khôi phục Đông Kinh.
Ông được chính thức gia tôn thành Chiêu Cảm Linh Ứng Phù Quốc Hiển Hưu Tế Công Trợ Thuận Quảng Hóa Hoằng Phu Hoằng Đức Hậu Trạch Đại Vương (昭敢靈應扶国顯休蔽公助順瀇化弘孚弘德厚澤大王).

## Gia quyến
- Ông nội: Thánh Tông Thuần hoàng đế Lê Tư Thành (1442-1497).
- Bà nội: Huy Gia Thuần hoàng hậu (徽嘉淳皇后; 1441 - 1505), húy Nguyễn Hằng (阮晅), bị Lê Uy Mục sát hại.
- Cha: Hiến Tông Duệ hoàng đế Lê Tranh (1461-1504).
- Mẹ: Mai Ngọc Đỉnh (梅玉頂; 1463 - 1526), nguyên giữ vị Chiêu nghi, về sau truy phong thành Từ Trinh Liêm hoàng hậu (慈貞廉皇后).
- Vợ: Trịnh Thị Chuyên (鄭氏顓; 1480 - 1532), người xã Biện Thượng. Năm 1500 được cưới làm phu nhân. Về sau được truy tôn Từ Hòa Thanh Tiết quận phu nhân (慈和清節郡夫人).
- Con: Lê Kỵ (黎騎; 1501 - 1559),vốn là trưởng tôn của Lê Hiến Tông, lớn lên chỉ thích uống rượu, dạo chơi ruộng vườn, không thích làm quan, sống trong thời nhà Mạc riêng không bị nghi ngờ gì. Khi mất, thụy là Thuần Hậu (淳厚). Ông cưới Trịnh Thị Phi (鄭氏緋), một ca kỹ làm phu nhân, sinh ra Lê Bật.
  - Cháu: Lê Bật (黎苾; 1519 - 1598), năm 37 tuổi được vào hầu Lê Anh Tông, Thái sư Trịnh Kiểm thấy là người tôn thất, bèn cho làm Chánh đội trưởng. Về sau lập công, phong làm Văn Bật nam (文弼男). Khi mất, thụy là Thuần Nghĩa (淳義). Tính ông hòa nhã chất phác, yêu thương người khác, hâm mộ Phật giáo.
    - Chắt: Lê Xích (黎赤; 1539 - 1640), tính dũng lược, khoan hậu, theo hầu Bình An vương Trịnh Tùng và Thanh vương Trịnh Tráng, đánh giặc lập công, phong làm Văn Tuấn hầu (文俊侯). Khi mất, thụy là Thuần Chính (淳正), lúc đấy con cháu nhiều không kể xiết và là người thọ nhất trong tôn thất nhà Hậu Lê.